# ارامودولیادا
ارامودولیادا (به لاتین: Eramuduliyadda) یک منطقهٔ مسکونی در سری‌لانکا است که در استان مرکزی (سری‌لانکا) واقع شده‌است.